# 哈默尔恩之围
哈默尔恩之围（法語：Siège de Hamelin）于1806年11月7日–22日在位于汉诺威西南36公里的哈默尔恩爆发。此役是第四次反法同盟的一部分。此役中，法国军队从普鲁士军队手中夺取了哈默尔恩要塞。围攻哈默尔恩的是由爱德华·莫蒂埃率领的法军第8军。在莫蒂埃麾下的萨瓦里将军与普军城防指挥官卡尔·路德维希·冯·勒科克将军进行谈判后，普军决定不战而降。严格来说，此次围城更多的是对城池的封锁，因为双方的军队从未交战。

法皇拿破仑一世在同年10月14日的耶拿-奥尔施泰特战役中歼灭了普鲁士的主力部队后，他的大军团在易北河一带追赶撤离的普鲁士军队。这使得在易北河以西保卫不伦瑞克-吕讷堡的普鲁士军队陷入孤立无援的状态。法军在易北河和奥得河之间追击普鲁士军队时，小股法军入侵了汉诺威和黑森-卡塞尔。两地的普鲁士守军撤退到哈默尔恩和威悉河畔宁堡，在那里他们分别向法军投降。

## 背景
1806年9月，当普鲁士国王腓特烈·威廉三世动员普鲁士军队时，一支庞大的部队在不伦瑞克-吕讷堡集结。这支军队由布吕歇尔中将集结，在帕德博恩、奥斯纳布吕克、莱尔和奥尔登堡共有16个步兵营和17个骑兵中队。在策勒、希尔德斯海姆和不伦瑞克有20个步兵营和28个骑兵中队。这支部队成为普鲁士战线最西端的军队，其部30,000名士兵由恩斯特·冯·吕歇尔和布吕歇尔指挥。
普军最高统帅部明白法军的攻势将会来自南方，于是布吕歇尔的部队于十月初向爱尔福特进发。克里斯蒂安·亚历山大·冯·哈肯少将和卡尔·弗里德里希·冯·布吕塞维茨少将被留下来抵御来自荷兰王国和莱茵河下游的法军。加上哈默尔恩和威悉河畔宁堡，该地区的普鲁士兵力约为12,000人。小型机动部队在明斯特附近集结，并由卡尔·路德维希·冯·勒科克将军指挥。对抗普鲁士军队的是荷兰国王路易·波拿巴和爱德华·莫蒂埃指挥的部队。路易·波拿巴在韦瑟尔附近部署了一支5,000到6,000人的部队，在乌得勒支部署了另一个类似规模的部队。拿破仑计划让路易·波拿巴和爱德华·莫蒂埃在原地驻守，直到法军的大部队击败普鲁士主力军，届时他们再计划占领汉诺威和黑森-卡塞尔。

## 行动

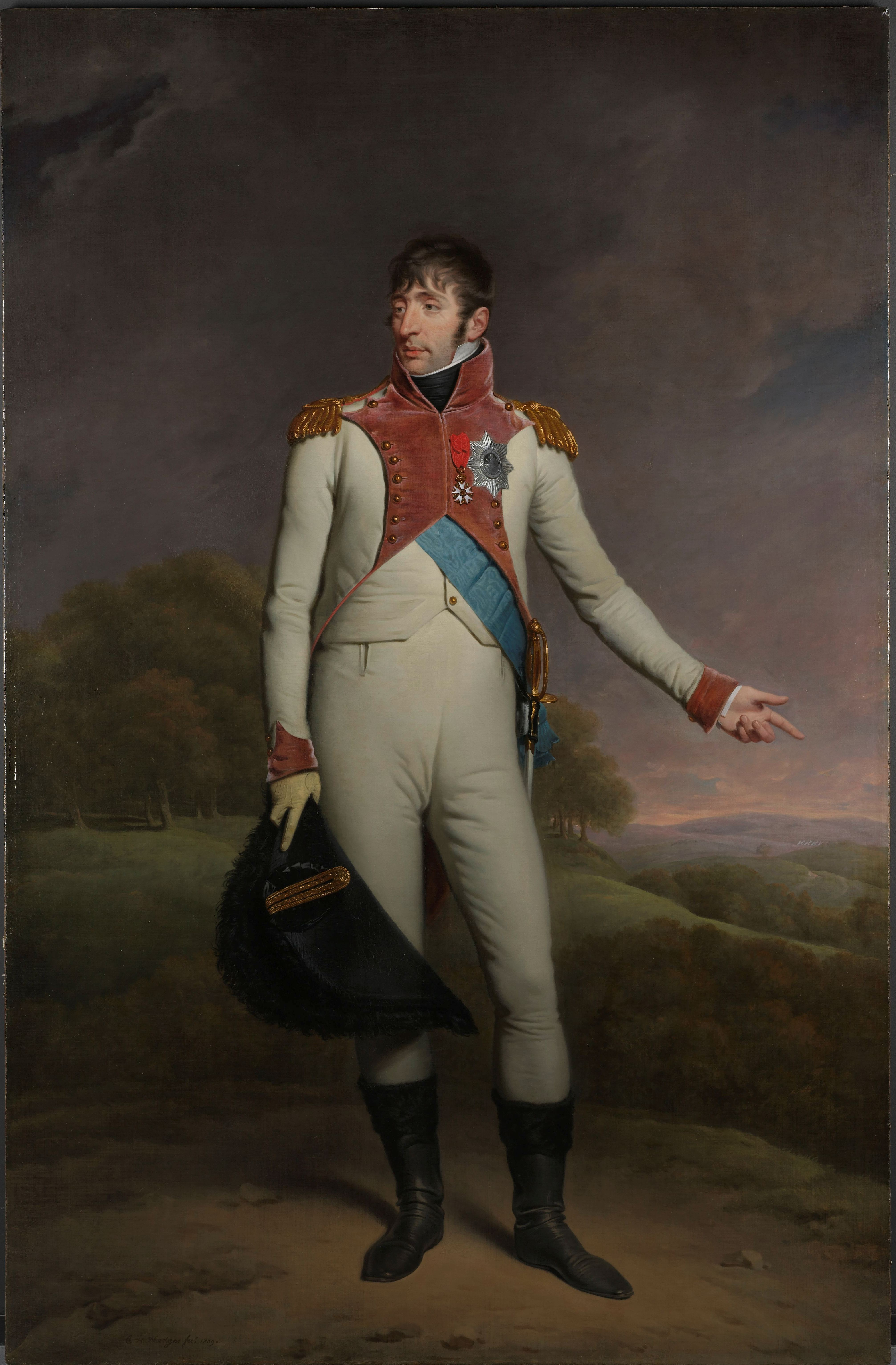
路易·波拿巴

10月9日，勒科克和哈肯的部队缓慢向西行军。10月19日，普鲁士军队得知了主力部队在耶拿-奥尔施泰特战役中的惨败。勒科克和哈肯随即退回到哈默尔恩，于10月23日入城。第二天，勒科克从哈默尔恩出发前往易北河。但由于中途听说法军已经封锁了他的去路，他于27日停止了行军并返回哈默尔恩，在那里他开始筹集食物和补给以预备可能到来的围城战。勒科克派克里斯蒂安·弗里德里希·冯德奥斯滕上校带领一个龙骑兵团和一个步兵营穿越易北河加入布吕歇尔的部队。

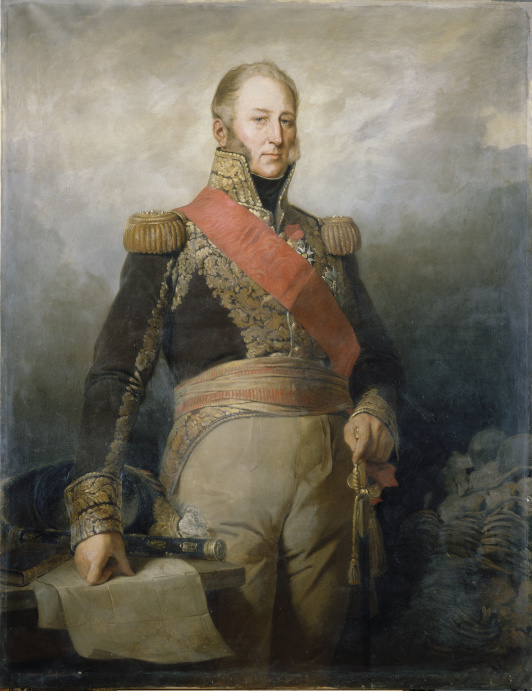
爱德华·莫蒂埃

在得知了耶拿-奥尔施泰特战役中普军的惨败后，卡尔·安东·冯·比拉少将于10月20日带着一个步兵营、各类宝藏和档案资料离开了汉诺威。他设法安全地越过易北河，但他的小部队被在斯德丁投降后进行扫荡的法军发现。10月31日，比拉在安克拉姆会见了他的弟弟鲁道夫·恩斯特·冯·比拉少将，但第二天两兄弟和他们的2,200名士兵就向尼古拉·莱昂纳尔·贝克将军的法军龙骑兵投降。
10月17日，拿破仑向路易·波拿巴和爱德华·莫蒂埃发出命令。路易·波拿巴的部队前往占领帕德博恩和明斯特，而莫蒂埃将占领富尔达并在爱尔福特与亨利·雅克·纪尧姆·克拉克将军会合。但当路易·波拿巴和莫蒂埃进行战斗准备时，拿破仑更改了他们的作战目标，下令两人在卡塞尔集合，在那里他们将消灭黑森-卡塞尔。尽管黑森选帝侯威廉一世保持官方中立，但拿破仑知道威廉对法国怀有敌意并决定将其罢免。
莫蒂埃的第8军，包括路易·亨利·卢瓦宗的步兵师。5500人的步兵师由三个轻步兵团组成。11月1日上午，莫蒂埃的部队从南部进入卡塞尔，而路易·波拿巴的部队随后很快从北部抵达。黑森的士兵在没有进行抵抗的情况下被解除武装，法军随后宣布吞并黑森。威廉一世和他的儿子逃离了城市。11月9日，路易·波拿巴因病离开军队，莫蒂埃接管了他们的联合部队。11月7日，第一支法国军队抵达哈默尔恩郊区，3日后，更多的法国军队也抵达了该地。

## 围城

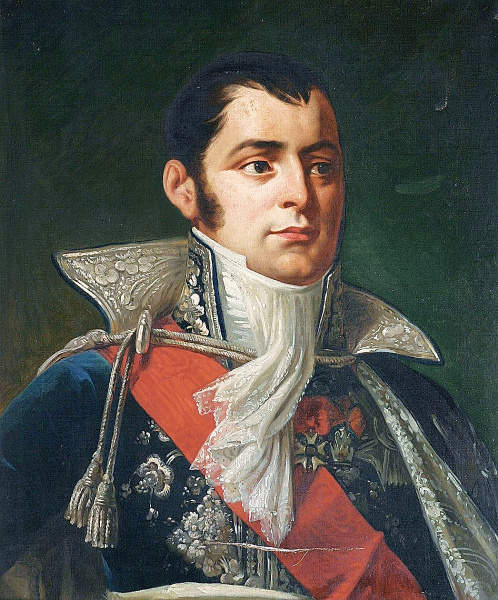
让·勒内·萨瓦里

莫蒂埃留下6,000名士兵和12门火炮来封锁哈默尔恩，同时他的大部队继续前往汉诺威，并于11月12日占领了汉诺威。迪蒙索的荷兰部队被编成四个旅。克拉斯（Crass）将军率领第1旅，由第2和第3猎兵团的第1营组成。冯·赫尔德林（von Heldring）将军指挥第2旅，该旅由第2和第3线列步兵团各两个营和第4线列步兵团的一个营组成。冯·哈塞尔特（von Hasselt）的第3旅包括第7线列步兵团的两个营和第8线列步兵团的一个营。第3轻骑兵团由四个中队组成，是马舍克（Mascheck）将军第4旅的唯一单位。
普军指挥官勒科克在哈默尔恩有10,000名士兵和175门火炮。约翰·弗里德里希·威廉·冯·舍勒少将的3,058人驻军包括3个步兵团外加一个步兵营，堡垒内还有充足的食物和弹药储备。
莫蒂埃不断向勒科克施压，以使他投降，但起初普鲁士人拒绝了。与此同时，拿破仑正在与普鲁士国王腓特烈·威廉三世的大使吉罗拉莫·卢凯西尼谈判停战协定。其中的一项就是所有普鲁士堡垒向法军投降。虽然卢凯西尼同意了以上条款，但普鲁士国王拒绝了。尽管如此，拿破仑还是派萨瓦里将军去看看他是否可以利用这个条款来诱使哈默尔恩的普鲁士驻军投降。萨瓦里于11月19日抵达哈默尔恩，会见了勒科克和他的将军们。法军提醒守城的士兵，周围400公里内没有普鲁士军队，然后声称法国已经和卢凯西尼达成了停战协议。尽管普军和法军的比例几乎是二比一，但勒科克同意第二天以与普伦茨劳相同的条件投降。也就是说，所有普鲁士军官将被假释，而普通士兵则成为战俘。
关于11月22日发生的投降，存在两种不同的说法。在一个版本中，当普鲁士士兵得知投降的命令时，部队发动了叛变。士兵们冲进酒铺喝得烂醉。普鲁士士兵在街上发生骚乱，抢劫和随意枪击哈默尔恩的市民。普鲁士军官们要求将普通士兵送回家，而不是被当作战俘对待。为了执行投降条款，萨瓦里让他的骑兵将普鲁士驻军赶到城外，然后将其包围并解除武装。在第二个版本中，法军只俘虏了600名普鲁士人。其余的驻军，在叛乱的混乱中逃离了城市，分散进入了乡村。

## 结果

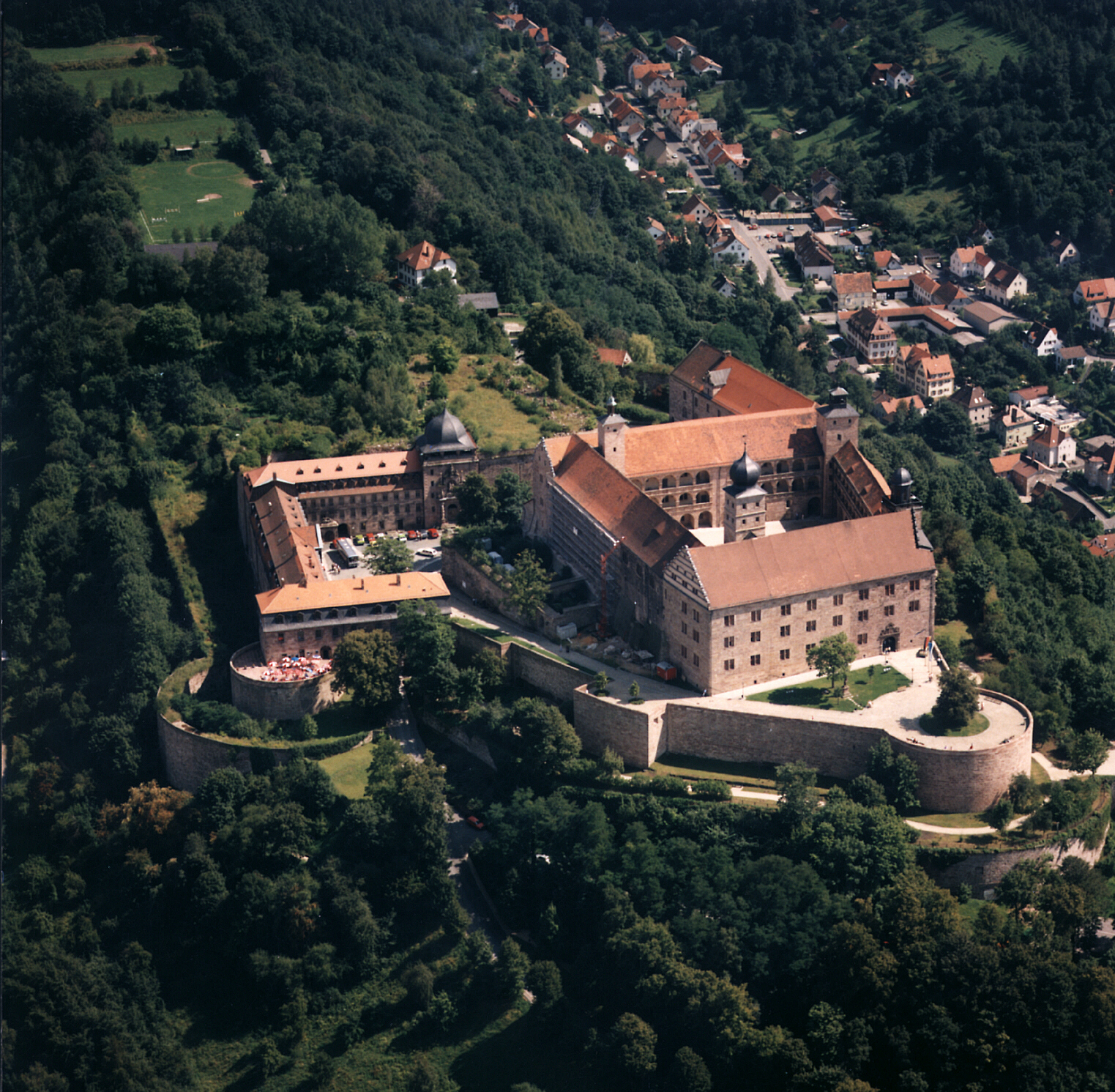
普拉森堡要塞

萨瓦里率领迪蒙索的部队前往已经被一支小部队封锁的威悉河畔宁堡。在那里有路德维希·冯·施特拉赫维茨少将指挥的2,911人驻军。此外，还有168名炮手和54名轻骑兵。11月26日，普鲁士守军投降。军官们得到假释，而士官和已婚男子则被允许回家。西發里亞的士兵被带到明登并被释放，而只有少数人被作为囚犯送往法国。
11月25日，号称坚不可摧的普拉森堡要塞在没有开一枪的情况下投降。
历史学家弗朗西斯·洛兰·彼得认为，勒科克有责任抗战到底。他的投降使拿破仑更容易将资源投入到波兰和东波美拉尼亚的冬季战役中。迪格比·史密斯认为哈默爾恩之降“可耻”。
在最终投降的前几天，11月16日，拿破仑发布了一份公告。他声称，在普鲁士和萨克森军队的145,000名士兵中，只有“国王、王后、卡尔克·罗伊将军和10至12名军官逃脱了”。彼得指出，这一次，拿破仑的公报并没有夸张。法军俘获的数百马匹被法军骑兵使用。除了人员和马匹的巨大损失外，普鲁士人还损失了275门野战火炮、236门营级火炮和12列货车。
1809年12月，勒科克因向法军投降而被判处无期徒刑。然而，他被允许在施潘道而不是堡垒监狱中度过大部分监禁，并最终于1812年获准回到他的庄园。从1813年起，他获准住在奥拉宁堡，并于1814年获得赦免。这位才华横溢的制图师在晚年继续制作地图，直到他失明，勒科克于1829年去世。

## 脚注
1. 1 2 3 4  Bodart 1908，第376頁.
2. 1 2 3  Petre 1993，第298頁.
3. ↑  Petre 1993，第64頁.
4. ↑  Chandler 1966，第456頁.
5. ↑  Petre 1993，第291-292頁.
6. ↑  Petre 1993，第292-293頁.
7. ↑  Petre 1993，第254頁.
8. ↑  Petre 1993，第293-294頁.
9. 1 2 3  Pigeard 2004，第369頁.
10. ↑  Petre 1993，第297頁.
11. 1 2 3  Petre 1993，第298-299頁.
12. 1 2 3 4 5 6 7  Smith 1998，第233頁.
13. ↑  Poten 1883，第108頁.
14. ↑  Smith 1998，第233-234頁.
15. ↑  Petre 1993，第300-301頁.
16. ↑  Mittler 1906，第46頁.